# SV Germania Stolp
Der SV Germania 1903 Stolp war ein deutscher Sportverein in der pommerschen Stadt Stolp.

## Geschichte
Am 6. Juni 1903 waren es 10 Herren, die in Stolp den „Stolper Fußballverein“ (SFV) gründeten. Zu den Gründern gehörten die Herren Benno Müller, Zahntechniker, Karl Treichel, Magistratsanwärter, Paul Hartmann, Ernst Verse, Julius Marsch, Otto Karsten, Otto Kirchmann, Willy Müller, Paul Schwarz, Werner Bichal. Die Farben des jungen Stolper Fußballvereins waren die pommerschen: blau-weiß. Zu den Spielen wurden blau-weiß geteilte Hemden und kurze schwarze Hosen getragen. Da noch weitere Sportzweige, wie Tennis, Schwimmen, Wintersport, aufgenommen waren, beschloss die Generalversammlung vom 15. Januar 1907, den veränderten Verhältnissen Rechnung zu tragen und dem erneuten Antrage Emil Tegge stattzugeben. Der Stolper Fußballverein wurde an diesem Tage zu Grabe getragen, aber seine gute alte Tradition übernahm in erweitertem Maße der „Sportverein Germania“. Zum ersten Mal überregional in Erscheinung trat Stolp in der Saison 1908/09, als in der Bezirksklasse Westpreußen das Finale gegen den BuEV Danzig erreicht werden konnte. 1913 wurde Stolp Bezirksmeister des Bezirkes Stolp/Köslin und durfte somit an der baltischen Fußballendrunde teilnehmen, bei der die Mannschaft nach einer 0:7-Niederlage gegen den BuEV Danzig im Viertelfinale ausschied. 1914 erreichte Germania Stolp das Entscheidungsspiel um die Pommersche Fußballmeisterschaft, musste sich aber dem Stettiner FC Titania mit 0:4 geschlagen geben. 1921 und 1925 konnte durch den Sieg in der Bezirksklasse Stolp ebenfalls die Pommersche Fußballendrunde erreicht werden, bei der die Stolper jedoch beide Male nicht das Finale erreichten.
Durch den dritten Platz in der Bezirksliga Stolp/Lauenburg 1932/33, qualifizierte sich Germania Stolp für die 1933 neu geschaffene Gauliga Pommern. In dieser konnten sich die Stolper bis zum Ende der Gauliga 1944 halten ohne Abzusteigen und gehören somit neben dem SV Viktoria Stolp und dem Stettiner SC zu den drei einzigen Vereinen, die alle Spielzeiten der Gauliga Pommern gespielt hatten. Überwiegend erreichte Germania Stolp gesicherte Mittelfeldplätze. Der größte Erfolg stellte sich in der Saison 1939/40 ein, als Stolp als Sieger der Gruppe Ost das Finale um die Gaumeisterschaft erreichte. Nachdem das Hinspiel gegen den VfL Stettin 1:2 verloren gegangen war, konnte Stolp im Rückspiel dank eines 1:0-Heimsieg das Ergebnis egalisieren, wodurch ein Entscheidungsspiel nötig wurde. Dieses ging 2:5 verloren, so dass der VfL Stettin Gaumeister wurde.
Am Ende des Zweiten Weltkriegs kam Stolp im April 1945 unter die Verwaltung der Volksrepublik Polen und erhielt den Namen Słupsk. Die Flucht und Vertreibung der Einwohner aus der Stadt bedeutete auch das Ende ihres gesellschaftlichen Lebens, zu dem die Sportvereine gehört hatten. In der seither mit Polen besiedelten Stadt hat auf Germanias einstigem Sportgelände der Verein Gryf Słupsk, der von 1981 bis 1983 in der 1. Liga, der zweithöchsten polnischen Liga, spielte, seine Spielstätte.

## Erfolge
- Finale Gaumeisterschaft Pommern: 1940
- Platz 3 in der Ewigen Tabelle der Gauliga Pommern
- Teilnahme an der Baltischen Fußballmeisterschaft: 1913
- Sieger Bezirksklasse Stolp: 1913, 1914, 1921, 1925

## Verweise
1. ↑  Stolper Heimatblatt, August 1963, S. 229–231.